# 4-я армия (Румыния)
4-я румынская армия (рум. Armata 4 română) — армия Королевства Румыния периода Первой и Второй мировых войн. Во время Второй мировой принимала участие в боевых операциях на Восточном фронте. 4-я армия участвовала в боях в составе Вермахта, а точнее немецкой группы армий «Юг». С августа 1944 года армия воевала совместно с Красной Армией против вермахта до его полного уничтожения.

## Нападение на СССР
В июле—октябре 1941 года 4-я румынская армия блокировала и штурмовала Одессу, понеся при этом настолько большие потери, что армию пришлось выводить с фронта для переформирования и перевооружения в Румынию.

## Сталинградская битва
В начале октября 1942 года 4-я армия прибыла в район Котельниково. Задачей армии была оборона полосы протяжённостью 280 км южнее Сталинграда. Численность армии насчитывала около 75 тысяч человек личного состава, командующим армией был корпусной генерал Константин Константинеску-Клапс.
Состав армии:

3-я и 4-я румынские армии под Сталинградом во время советской операции «Уран»

- 6-й армейский корпус, командир генерал К. Драгалина
  - 1-я пехотная дивизия
  - 2-я пехотная дивизия
  - 4-я пехотная дивизия
  - 18-я пехотная дивизия
  - 20-я пехотная дивизия
- 7-й армейский корпус, командир генерал Ф. Митрэнеску
  - 5-я кавалерийская дивизия
  - 8-я кавалерийская дивизия

Частям 4-й румынской армии противостояли 51-я и 57-я армии советского Сталинградского фронта. На рассвете 20 ноября 1942 года советские войска перешли в контрнаступление, началась операция «Уран». Основной удар Сталинградского фронта пришёлся именно по позициям, занимаемым частями 6-го армейского корпуса. Уже к исходе дня 20 ноября оборона корпуса была прорвана. Несмотря на ответные атаки и сопротивление 8-й кд, прорыв и дальнейшее продвижение советских войск остановить не удалось. Командование корпуса не осознало масштаб советского наступления, полагая его локальным контрударом, и поняло масштабы катастрофы, когда связь и управление войсками были прерваны, а взаимодействие дивизий корпуса — нарушено. К вечеру 22 ноября войска 2-й и 18-й пехотных дивизий были разбиты, свыше 10 000 румынских солдат попало в плен, корпус лишился практически всей артиллерии, танков и большей части автотранспорта. В итоге, атакуя именно через позиции 4-й румынской армии войска Сталинградского фронта замкнули ударом с юга кольцо окружения вокруг 6-й немецкой армии под Сталинградом.
После соединения советских фронтов 23 ноября 1942 года в котле окружения вместе с немцами оказались и румынские части — 20-я пехотная и 1-я кавалерийская дивизии. Оставшиеся части 4-й армии — 6-й АК и кавалерийская группа «Попеску» (5-я, 8-я кд) приняли участие в операции «Зимняя гроза», целью которой было выведение из окружения 6-й армии Фридриха Паулюса в районе Сталинграда. Части армии были включены в специально созданную немцами армейскую группу «Гот». Румынские войска прикрывали наступающие немецкие танковые и моторизованные подразделения. Последнее поражение части 4-й армии потерпели на рубеже реки Аксай 27.12.1942 года, армия без боя оставила село Кетченеры. После Сталинградской битвы остатки 4-й румынской армии были отправлены домой, на переформирование.

## Реорганизация армии и последующее участие в войне против СССР
Перегруппировка оставшихся сил 4-й армии произошла южнее Мариуполя. В перегруппировке войск под командованием бригадного генерала Думитру Тудоши участвовали остатки 1-й, 2-й, 4-й и 18-й пехотных, а также 5-й и 8-й кавалерийских дивизий. В конце марта 1943 года оставшиеся силы 4-й армии многочисленными эшелонами начали возвращаться в Румынию. Штаб 4-й армии был распущен 1 апреля 1943, после возвращения в г. Яссы.
По возвращении в Румынию численный состав 4-й и 18-й пехотных дивизий был восполнен военнослужащими Пограничной дивизии, которая была расформирована. 18-я пехотная дивизия стала горнострелковой. К концу августа 1943 года состав 1-й, 2-й и 20-й пехотных дивизий был восстановлен за счёт новых рекрутов и гарнизонных войск. 5-я и 8-я кавалерийские дивизии были преобразованы сначала в моторизованные кавалерийские дивизии, а затем в бронетанковые кавалерийские дивизии.
Перед непосредственным проведением и во время Ясско-Кишиневской операции армия входила в состав группы армий «Южная Украина». По состоянию на 19 августа 1944 г. состав армии был следующим:
- Штаб
- Боевая группа Кирхнера (штаб 57-го немецкого ТК)
- 6-й армейский корпус:
  - 76-я немецкая пехотная дивизия
  - 5-я пехотная дивизия
  - 46-я немецкая пехотная дивизия
  - 1-я пехотная дивизия
  - 13-я пехотная дивизия
  - 101-я горнопехотная бригада
- 5-й армейский корпус:
  - 4-я пехотная дивизия
  - 1-я гвардейская танковая дивизия
- 1-й армейский корпус
  - 6-я пехотная дивизия
  - 20-я пехотная дивизия
- 7-й армейский корпус:
  - 103-я горнопехотная бригада
  - 104-я горнопехотная бригада
- 17-й немецкий армейский корпус:
  - 3-я немецкая горнострелковая дивизия
  - 8-я немецкая легкопехотная дивизия
  - румынские пограничные части.

Армия располагалась на северном крыле между Прутом (в окрестностях г. Яссы). В оперативном подчинении соединения армии находились у армейской группы немецкого генерала Велера (командующий 8-й немецкой армией). С 23 по 31 августа 1944 года командующим 4-й армией был генерал-лейтенант Илие Штефля.

## На стороне СССР
В августе 1944 года советские войска вступили на территорию Румынии. 23 августа в Румынии произошёл государственные переворот, маршал Антонеску был свергнут Михаем I. Через несколько дней король объявил войну Германии и Венгрии. Советское командование приняло решение использовать румынские войска в дальнейшем продвижении и освобождении европейских стран. Наряду с 1-й армией была задействована и 4-я. Принимала участие в Банска-Быстрицкой наступательной операции.

## После Второй мировой войны
Боевой состав армии на лето 1945 года:
- штаб армии
- 2-й армейский корпус
  - 1-я дивизия добровольцев «Тудор Владимиреску»
  - гвардейская дивизия
  - 4-й кавалерийский полк каларашей
  - 2-й полк пионеров (инженерный полк)
  - 2-й полк тяжёлой артиллерии
  - другие части
- 7-й армейский корпус
  - 2-я пехотная дивизия
  - 2-я румынская добровольческая пехотная дивизия «Хоря, Клошка ши Кришан»
  - 1-й кавалерийский полк каларашей
  - 7-й полк пионеров (инженерный полк)
  - 1-й полк тяжёлой артиллерии
  - другие части
- вспомогательные армейские части

Армия существовала до её расформирования в 1947 году.